# Vlatkovac
Vlatkovac je naselje u Republici Hrvatskoj u Požeško-slavonskoj županiji, u sastavu općine Čaglin.

## Zemljopis
Vlatkovac je smješten između Dilj gore i Krndije,  oko 10 km istočno od Čaglina, susjedna sela su Stari Zdenkovac na istoku, Kneževac na zapadu, Dobrogošće na jugu i Sibokovac na sjeveru.

## Stanovništvo
Prema popisu stanovništva iz 2001. godine Vlatkovac je imao 121 stanovnika, dok je prema popis stanovništva iz 1991. godine imao 151 stanovnika od kojih je bilo 94,70% Hrvata.
| broj stanovnika |       |       |       |       |       | 160   | 216   | 487   | 609   | 576   | 488   | 344   | 190   | 151   | 121   | 85    | 64    |
|                 | 1857. | 1869. | 1880. | 1890. | 1900. | 1910. | 1921. | 1931. | 1948. | 1953. | 1961. | 1971. | 1981. | 1991. | 2001. | 2011. | 2021. |